# Karpaty Kamionka Bużańska
Karpaty Kamionka Bużańska (ukr. Футбольний клуб «Карпати» Кам’янка-Бузька, Futbolnyj Kłub "Karpaty" Kamjanka-Buźka) – ukraiński klub piłkarski z siedzibą w Kamionce Bużańskiej.

## Historia
Chronologia nazw:
- 1988—...: Karpaty Kamionka Bużańska (ukr. «Карпати» Кам’янка-Бузька)

Drużyna piłkarska Karpaty została założona w mieście Kamionka Bużańska w 1988 roku.
Ale jeszcze do 1992 drużyna z Kamionki Bużańskiej występowała w amatorskich rozgrywkach mistrzostw obwodu lwowskiego.
W 1991, kiedy klub Skała Stryj otrzymał prawo występować w drugiej lidze Mistrzostw ZSRR, odbyła się fuzja klubów Karpaty Kamionka Bużańska i Skała Stryj. W tym że roku Skała Stryj debiutowała w rozgrywkach profesjonalnych byłego ZSRR.
Amatorska drużyna Karpaty Kamionka Bużańska występowała w rozgrywkach mistrzostw obwodu lwowskiego.
Klub również występował w rozgrywkach Mistrzostw Stowarzyszenia Ukraińskiego Futbolu Amatorskiego.
W 2006 klub zdobył Puchar Stowarzyszenia Ukraińskiego Futbolu Amatorskiego.
W 2007 na bazie klubu Karpaty Kamionka Bużańska reaktywowano klub we Lwowie pod nazwą Hałyczyna Lwów. Klub został farm klubem Hałyczyny Lwów. Amatorska drużyna dalej występuje w rozgrywkach mistrzostw obwodu lwowskiego.

## Sukcesy
- zdobywca Pucharu Stowarzyszenia Ukraińskiego Futbolu Amatorskiego:

2006

## Inne
- Hałyczyna Lwów
- Karpaty Lwów
- Skała Stryj